# Scheune Oberhörner Weg 10
Die Scheune Oberhörner Weg 10 im niedersächsischen Elsfleth-Moorriem, Bauerschaft Neuenbrok/Oberhörne im Landkreis Wesermarsch, stammt aus dem 18. Jahrhundert.
Das Gebäude steht unter Denkmalschutz (siehe auch Liste der Baudenkmale in Elsfleth).

## Beschreibung und Geschichte
Die Marschhufensiedlung Moorriem mit der nördlichen Bauerschaft Neuenbrok erstreckt sich über etwa 16 Kilometer, wurde nach 1062 gegründet und erhielt im 14. Jahrhundert die heutige Struktur mit den schmalen, oft extrem langgestreckten Parzellen. Im Abstand von ca. 50 bis 100 Metern liegen zahlreiche Hofstellen auf Wurten.
Sieben parallel stehende nebeneinanderliegende Hofanlagen aus der Zeit vom späten 18. Jh. bis um 1900 stehen auf Wurten und zeigen als Gruppe beispielhaft die Siedlungsstruktur von Moorriem.
Die eingeschossige giebelständige Scheune in Fachwerk und Ankerbalkenkonstruktion mit Steinausfachungen und zum Teil verbohlt, mit reetgedecktem Walmdach und Querdurchfahrt sowie an beiden Schmalseiten Kübbungen, wurde im 18. Jahrhundert gebaut und im 20. Jahrhundert umgebaut.
Das Landesdenkmalamt befand: „… geschichtliche  Bedeutung … als beispielhafte Fachwerkscheune des 18. Jhs., …“